# Vòng loại Giải vô địch bóng đá thế giới 2010 – Khu vực châu Âu (Vòng 2)
Bài viết sau đây là tóm tắt của các trận đấu ở vòng play-off, vòng loại giải vô địch bóng đá thế giới 2010 khu vực châu Âu. Vòng play-off diễn ra giữa 8 đội nhì thành tích tốt nhất chia 4 cặp thi đấu loại trực tiếp sân nhà - sân khách để giành 4 suất còn lại. Thành tích tốt nhất không tính trên kết quả thi đấu với đội thứ 6, do có 1 bảng đấu 5 đội. Các lượt đấu diễn ra vào hai ngày 14 và 18 tháng 11 năm 2009. Lễ bốc thăm phân cặp diễn ra tại Zürich vào ngày 19 tháng 10, tiến hành lễ bốc thăm là tuyển thủ Nam Phi Steven Pienaar.

## Các đội tham dự
Vòng play-off diễn ra giữa 8 đội nhì thành tích tốt nhất chia 4 cặp thi đấu loại trực tiếp sân nhà - sân khách để giành 4 suất còn lại. Thành tích tốt nhất không tính trên kết quả thi đấu với đội thứ 6, do có 1 bảng đấu 5 đội.
| Ghi chú                               |
| ------------------------------------- |
| Các đội giành quyền đấu trận play-off |

| Bảng | Đội tuyển            | St | T | H | B | Bt | Bb | Hs | Điểm |
| ---- | -------------------- | -- | - | - | - | -- | -- | -- | ---- |
| 4    | Nga                  | 8  | 5 | 1 | 2 | 15 | 6  | +9 | 16   |
| 2    | Hy Lạp               | 8  | 5 | 1 | 2 | 16 | 9  | +7 | 16   |
| 6    | Ukraina              | 8  | 4 | 3 | 1 | 10 | 6  | +4 | 15   |
| 7    | Pháp                 | 8  | 4 | 3 | 1 | 12 | 9  | +3 | 15   |
| 3    | Slovenia             | 8  | 4 | 2 | 2 | 10 | 4  | +6 | 14   |
| 5    | Bosna và Hercegovina | 8  | 4 | 1 | 3 | 19 | 12 | +7 | 13   |
| 1    | Bồ Đào Nha           | 8  | 3 | 4 | 1 | 9  | 5  | +4 | 13   |
| 8    | Cộng hòa Ireland     | 8  | 2 | 6 | 0 | 8  | 6  | +2 | 12   |
| 9    | Na Uy                | 8  | 2 | 4 | 2 | 9  | 7  | +2 | 10   |

## Phân loại hạt giống và bốc thăm chia cặp
Lễ bốc thăm chia cặp diễn ra tại Zürich vào ngày 19 tháng 10, các trận đấu diễn ra vào các ngày 14 và 18 tháng 11 năm 2009. 8 đội được xếp hạng theo Bảng xếp hạng của FIFA được công bố vào ngày 16 tháng 10 (thứ tự xếp hạng của các đội được ghi trong ngoặc). 4 đội có vị trí cao nhất được xếp vào nhóm hạt giống, 4 đội kia được xếp vào nhóm còn lại.
| Nhóm 1                                              | Nhóm 2                                                                           |
| --------------------------------------------------- | -------------------------------------------------------------------------------- |
| Pháp (9) · Bồ Đào Nha (10) · Nga (12) · Hy Lạp (16) | Ukraina (22) · Cộng hòa Ireland (34) · Bosna và Hercegovina (42) · Slovenia (49) |

## Kết quả
| Cộng hòa Ireland | 0–1      | Pháp       |
| ---------------- | -------- | ---------- |
|                  | Chi tiết | Anelka 72' |

| Pháp        | 1–1 (s.h.p.) | Cộng hòa Ireland |
| ----------- | ------------ | ---------------- |
| Gallas 103' | Chi tiết     | Keane 32'        |

Ireland chính thức yêu cầu FIFA cho đấu lại trận lượt về vì tranh cãi xung quanh bàn thắng của đội tuyển Pháp. Nhưng yêu cầu này không được chấp nhận.
| Bồ Đào Nha      | 1–0      | Bosna và Hercegovina |
| --------------- | -------- | -------------------- |
| Bruno Alves 31' | Chi tiết |                      |

| Bosna và Hercegovina | 0–1      | Bồ Đào Nha        |
| -------------------- | -------- | ----------------- |
|                      | Chi tiết | Raul Meireles 56' |

| Hy Lạp | 0–0      | Ukraina |
| ------ | -------- | ------- |
|        | Chi tiết |         |

| Ukraina | 0–1      | Hy Lạp         |
| ------- | -------- | -------------- |
|         | Chi tiết | Salpigidis 31' |

| Nga                    | 2–1      | Slovenia   |
| ---------------------- | -------- | ---------- |
| Bilyaletdinov 40', 52' | Chi tiết | Pečnik 88' |

| Slovenia  | 1–0      | Nga |
| --------- | -------- | --- |
| Dedič 44' | Chi tiết |     |